# Михин, Яков Филиппович
Яков Филиппович Михин (1914 — 20 декабря 1958) — советский лётчик, полковник ВВС; совершил первый и единственный воздушный таран в советско-финской войне, однако только недавние исследования финских архивов позволили установить подробные обстоятельства тарана.

## Биография

### Ранние годы
Родился в 1914 году в селе Сокрутовка Черноярского уезда Астраханской губернии (ныне Ахтубинский район, Астраханская область). Из многодетной семьи. Окончил школу ФЗУ в Астрахани в 1932 году и 2-ю Борисоглебскую военную авиационную школу лётчиков имени В. П. Чкалова. Служил в строевых частях советских ВВС. В годы советско-финской войны служил в 49-м истребительном авиационном полку ВВС 13-й армии Северо-Западного фронта, имел звание старшего лейтенанта.

### Воздушный таран

#### Официальная версия
По официальной советской версии, принятой в то время, 29 февраля 1940 года после полудня лейтенанты Я.Ф.Михин и А.А.Федотов на И-16 осуществляли прикрытие группы 24 бипланов И-15 и И-153, которые приняли участие в налёте на аэродром Роуоколахти. По тревоге поднялись самолёты авиационных группы 2./LeLv 26 и 2./IeLv 24, среди которых были британские Gloster Gladiator и несколько истребителей Fokker D.XXI. В разгар боя Михин ввязался в стычку с истребителем Fokker D.XXI (борт FR-94), который пилотировал лейтенант Тату Хуханантти (фин. Tatu Huhanantti) — ас ВВС Финляндии, который за время войны одержал 6 побед. Согласно этой версии, Михин пошёл на таран и в лобовой атаке крылом самолёта ударил по килю «Фоккера». Киль отломился, и финский самолёт спикировал вниз. Если Михину удалось успешно посадить свой самолёт, несмотря на обломанную плоскость, то Хуханантти даже не успел покинуть самолет и разбился насмерть.
В ходе боя были сбиты шесть «Гладиаторов» и один «Фоккер», погибло 4 лётчика и 3 были ранены. Советские войска потеряли 2 самолёта И-16 и 2 человека убитыми, 7 машин вернулись на аэродром с различными повреждениями. Финская пропаганда утверждала, что Хуханантти направил пылающую машину на советский истребитель, однако последнюю свою победу Хуханантти одержал 20 января, поэтому эта версия не выдерживала критики финскими историками. Советская пресса утверждала, что сбитый «Фоккер» позже был найден, но восстановлению не подлежал. За совершение тарана Михин был награждён орденом Красного Знамени.

#### Реконструкция событий
В 2010-е годы исследования финских архивов и уцелевших советских документов, а также несколько реконструкций самолётов позволили реконструировать другую картину боя. По этой версии бой произошёл 13 февраля 1940 года: Михин и Федотов прикрывали группу из И-15бис, атакующую наземные цели в районе Вяртсиля, а против него вступили в бой 9 самолётов Gloster Gladiator из LeLv 26 — «Фоккеры» из 2./IeLv 24 покинули Вяртсиля ещё 9 февраля. Командовал группой финских самолётов лейтенант Эйно Кивинен, в его группе был лучший финский ас Ойва Туоминен и два датских лётчика-добровольца — Карл-Кнут Калмберг и Йорн Ульрих. Бой начался в 14:00 по финскому времени (15:00 мск.), на взлёт вышли пилоты Ойва Туоминен и Лаури Лаутамяки, которые отправились патрулировать район ж/д станции Янисьярви, а затем спустя 15 минут взлетел Йорн Ульрих. Лаутамяки и Туоминен обнаружили группу советских бомбардировщиков СБ, о чём сообщили аэродрому. В 14:30 по финскому времени на помощь им отправились Карл-Кнут Калмберг и Эйно Кивинен, однако они обнаружили подходившую с севера группу советских истребителей И-15 и сопровождавших их бипланов, вследствие чего вынуждены были вступить в бой против истребителей. Именно тогда Михин и Федотов атаковали пару Лаутамяки-Туоминен, а затем и остальную группу финских истребителей.
Кивинен (борт GL-263) был подбит Федотовым, получив 15 пробоин, и посадил с большим трудом свой самолёт на аэродром. Михин же атаковал самолёт, за штурвалом которого был Калмберг — Gloster Gladiator Mk.II (борт GL-260). Калмберг пытался ввести самолёт в пикирование, из которого вышел над самой землёй, но при наборе «Гладиатором» высоты И-16 догнал его и ударил крылом. «Гладиатор» сорвался в штопор и упал в районе Хавуваары, а Калмберг погиб на месте. Некоторые из лётчиков полагали, что GL-260 сорвался в штопор не столько после тарана, сколько после попадания пуль в двигатель или гибели пилота. Считается, что Михин после сбитого «Гладиатора» ушёл на аэродром.
По официальным данным, в ходе воздушного боя погиб старший политрук М.А.Кочмала на своём И-15бис (его сбил Илмари Йонсуу, борт GL-256), были сбиты ещё три самолёта СБ парой Лаутамяки-Туоминен — предполагается, что они увлеклись атакой на советские бомбардировщики, вследствие чего не смогли прийти на помощь другим финским истребителям. Доподлинно подтверждается не только крушение самолёта Кивинена и гибель Калмберга, но и потеря самолёта GL-257 Йорна Ульриха, который получил ранение (машина сгорела дотла и не восстанавливалась). Факт тарана Михина не оспаривался, и за это он официально был награждён орденом Красного Знамени. Подробностями тарана Михин не делился, вследствие чего инициативы о представлении Михина к званию Героя Советского Союза не было.

### Великая Отечественная война
Михин, налетавший около 193 часов на истребителе И-16, в 1941 году окончил курсы командиров эскадрильи. Он участвовал в Великой Отечественной войне: 29 июня 1941 года, пилотируя свой самолёт, он вылетел для отражения налёта на станцию Идрица Псковской области. В воздушном бою он ввязался в бой против бомбардировщика Ju-88: израсходовав весь боекомплект, старший лейтенант Михин пошёл на таран и протаранил вражескую машину. Немецкий самолёт упал на землю и взорвался: сдетонировали не сброшенные из бомболюка Ju-88 бомбы. Тяжело раненный Михин приземлился на парашюте, после чего был подобран пехотинцами и доставлен в госпиталь.
В звании капитана Михин дальше воевал в составе 293-го истребительного авиаполка, командуя эскадрильей. Всего он совершил 110 боевых вылетов, в 25 воздушных боях одержал 4 победы и был награждён орденом Красного Знамени. С середины июля 1942 года — командир эскадрильи 6-го перегоночного полка, служил в этой должности до конца войны и был награждён орденом Красной Звезды.

### После войны
Продолжил службу в послевоенные годы: его часть базировалась в Эстонской ССР, а позже в Социалистической Республике Румынии. Был заместителем командира полка, позже командовал полком.
В 1957 году ушёл в запас. Жил вместе с семьёй в г. Пензе.
Скончался от инфаркта 20 декабря 1958 года г. Пензе. Похоронен на Митрофановском кладбище в Пензе (в 2018 году представители пензенского отряда «Поиск-вездеход» по просьбе родственников отыскали место его захоронения на этом кладбище).

## Награды
Награждён дважды орденами Красного Знамени, трижды орденом Красной Звезды, медалями «За боевые заслуги», «За победу над Германией», «За победу над Японией», «30 лет Советской Армии и Военно-Морского Флота».

## Память
28 июня 2021 года у стен Регионального отделения ДОСААФ России Астраханской области состоялось торжественное открытие памятной доски летчикам героям, воспитанникам астраханского аэроклуба, где на фасаде здания была установлена мемориальная доска Михину Якову Филипповичу.